# Rafał Kalukin
Rafał Kalukin (ur. 1974) – polski dziennikarz i komentator polityczny, od 2017 dziennikarz tygodnika „Polityka”.

## Życiorys
Studiował psychologię na Uniwersytecie Gdańskim. Studia przerwał na piątym roku.
Publikował w „Głosie Wybrzeża” (1996 i 1997-98) oraz w tygodnika „Gazeta Gdańska” (1997). Od 1998 roku związany był z „Gazetą Wyborczą”. Początkowo w oddziale gdańskim GW, od 2000 r. – w redakcji warszawskiej. Przez kilka lat specjalizował się w tematyce społecznej, zwłaszcza w problematyce rynku pracy i działalności związków zawodowych, następnie zaczął komentować bieżące wydarzenia polityczne. Pisał też teksty do tygodnika „Wprost”, pracował w „Newsweek Polska”, a od stycznia 2017 jest dziennikarzem tygodnika „Polityka”.
Trzykrotnie nominowany do nagrody Grand Press w kategoriach Reportaż (2010), Publicystyka (2021) i Wywiad (2021).
Jest synem Krzysztofa Kalukina, reżysera, operatora filmowego i dokumentalisty. Jego rodzina pochodzi z Wilna.